# Edgar Granville
Edgar Louis Granville, baron Granville d'Eye (12 février 1898 - 14 février 1998) est un homme politique britannique.

## Biographie
Edgar Granville fait ses études à High Wycombe et en Australie, où il vit quelques années. Il sert pendant la Première Guerre mondiale dans les forces impériales australiennes à Gallipoli, en Égypte et en France. Il est éclaireur avec l'Australian Light Horse et est blessé avec le 4th Light Horse à Gallipoli. Il est président de l'Association Gallipoli.
Granville est élu député libéral pour Eye dans le Suffolk en 1929. Il joue un rôle important au sein du Parti libéral, en présidant leur groupe agricole, en tant que secrétaire du groupe des affaires étrangères et en tant que vice-président des Jeunes libéraux. Devenu national libéral pour les élections générales de 1931, il est Secrétaire parlementaire privé de l'ancien ministre de l'Intérieur, Herbert Samuel, puis de John Allsebrook Simon, ministre des Affaires étrangères, dans les gouvernements nationaux des années 1930.
Granville sert dans la Royal Artillery en tant qu'officier pendant la Seconde Guerre mondiale, démissionnant de sa commission en août 1940. En 1942, il quitte les nationaux libéraux et devient indépendant, rejoignant les libéraux en 1945. Il se présente à nouveau en 1945 en tant que libéral, face à l'opposition conservatrice et travailliste, mais l'emporte par 949 voix. Il gagne à nouveau en 1950 avec une majorité encore plus faible - 627 voix - mais perd face aux conservateurs aux élections de 1951.
En 1952, Granville rejoint le Parti travailliste et se présente à nouveau pour Eye en 1955, perdant de seulement 898 voix malgré le fait que le parti travailliste ait été auparavant loin troisième. Il est élevé à la Chambre des lords le 12 septembre 1967, fait pair à vie avec le titre de baron Granville d'Eye, d'Eye dans le comté de Suffolk. Il est l'un des rares pairs à avoir célébré son 100e anniversaire, même s'il est décédé deux jours plus tard.
Il est directeur général de EL Granville & Co. Ltd, fabricant de chaises et de meubles, de High Wycombe.
Granville épouse Elizabeth et a une fille Linda Gounalakis.